# Sobór Chrystusa Zbawiciela w Banja Luce
Sobór Chrystusa Zbawiciela (serb. Храм Христа Спаситеља/Hram Hrista Spasitelja) – sobór prawosławny, katedra eparchii banjaluckiej Serbskiego Kościoła Prawosławnego, znajdująca się w Banja Luce, drugim co do wielkości mieście Bośni i Hercegowiny (Republika Serbska). Mieści się w centrum miasta, naprzeciwko ratusza.

## Historia
Sobór został zbudowany w latach 1993–2004, na miejscu katedralnego soboru Świętej Trójcy z lat 1925–1939, zniszczonego w czasie II wojny światowej, w 1941 r. przez chorwackich ustaszy. Po wojnie nie pozwolono na odbudowę świątyni, a na placu po niej postawiono pomnik poległych żołnierzy. Został on w latach 90. XX wieku przeniesiony w inne miejsce, gdy wydano pozwolenie na odbudowę świątyni. Nie nosi ona imienia Świętej Trójcy ponieważ pod tym wezwaniem zbudowano po wojnie świątynię w innej lokalizacji. Prace rozpoczęto w latach 90., ale zostały wstrzymane z powodu wojny i braku funduszy po jej zakończeniu. Wznowiono je w 2000 r. Konsekracja świątyni miała miejsce w 2009 r. Nowa świątynia kształtem przypomina przedwojenną. Sobór reprezentuje styl neobizantyński.
W sierpniu 2010 r. mieszkający w Stanach Zjednoczonych, a pochodzący z Sanskiego Mostu Hajji Branko Zec podarował katedrze relikwiarz z relikwiami 42 świętych.